# Laocheng (socken i Kina, Henan, lat 33,21, long 114,84)
Laocheng (kinesiska: 老城, 老城乡) är en socken i Kina. Den ligger i provinsen Henan, i den centrala delen av landet, omkring 200 kilometer sydost om provinshuvudstaden Zhengzhou.
Genomsnittlig årsnederbörd är 992 millimeter. Den regnigaste månaden är augusti, med i genomsnitt 206 mm nederbörd, och den torraste är januari, med 11 mm nederbörd.